# Hitman 3
Hitman 3 (стилизовано HITMAN III) јесте шуњачка видео-игра коју је развио и издао дански студио IO Interactive. Игра је укупно осми главни наслов у франшизи  као и трећи и уједно последњи наслов у трилогији World of Assassination, након издања Hitman (2016) и Hitman 2 (2018). У продају је изашла 20. јануара 2021. године за платформе Windows, PlayStation 4, PlayStation 5, Xbox One, Xbox Series X/S, Stadia (под именом Hitman: World of Assassination) и Nintendo Switch.

## Пријем
је врло добро прошао код критичара, према агрегатору рецензија Metacritic.
IGN је позитивно оценио игру, истичући: Богат, награђујућ и забаван, Hitman 3 је врхунски наслов врло вољене шуњачке франшизе студија IO. GamesRadar+ је игру такође позитивно оценио написавши да је ово био забаван закљућак трилогије.

## Будућност
У интервјуу за Game Informer 31. децембра 2020, неки од чланова студија IO Interactive потврдили су да, иако ће бити последња игра у трилогији World of Assassination, Hitman 3 неће бити последњи наслов у читавој франшизи. Кристијан Елвердам, режисер, истакао је да се компанија неко време неће бавити франшизом Hitman.